# Мови міхе-соке

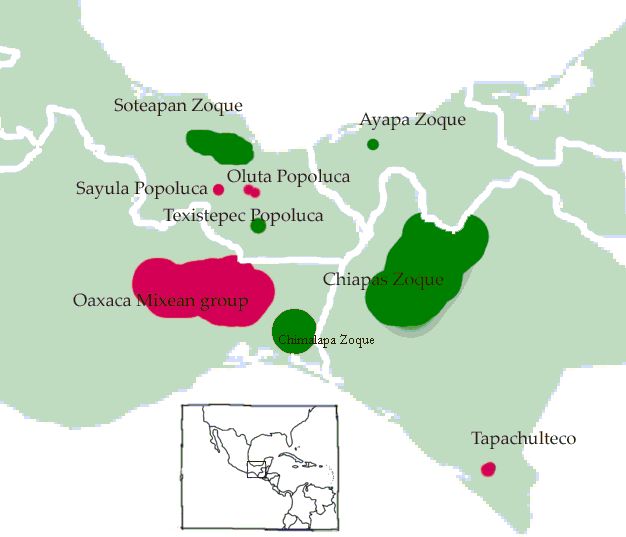
Поширення мов Міхе (червоним) та соке (зеленим)

Міхе-соке (англ. Mixe-Zoque) — індіанська мовна родина, поширена на півдні Мексики, що включає біля двох десятків мов. Основними гілками цієї сім’ї є міхе та соке, звідки й походить назва родини.